# Gümser See
Der Gümser See liegt im Landkreis Lüchow-Dannenberg in Niedersachsen, am nördlichen Ortsrand von Gümse, einem Ortsteil der Stadt Dannenberg (Elbe) in der Samtgemeinde Elbtalaue. 
Die Ausdehnung des 17 ha großen Sees beträgt in Ost-West-Richtung rund zwei Kilometer. Die Breite liegt überwiegend bei 70 bis 80 Metern, maximal werden rund 85 Meter Breite erreicht. Die sehr schmal-langgestreckte Form weist auf einen Ursprung als ein ehemaliger Elblauf (Altwasserarm) hin.